# Johannes Dieckmann (Unternehmen)
Druckerei Johannes Dieckmann beziehungsweise Joh. Dieckmann ist eine im 19. Jahrhundert gegründete Buchdruckerei mit angeschlossenem Verlag in Hannover.

## Geschichte

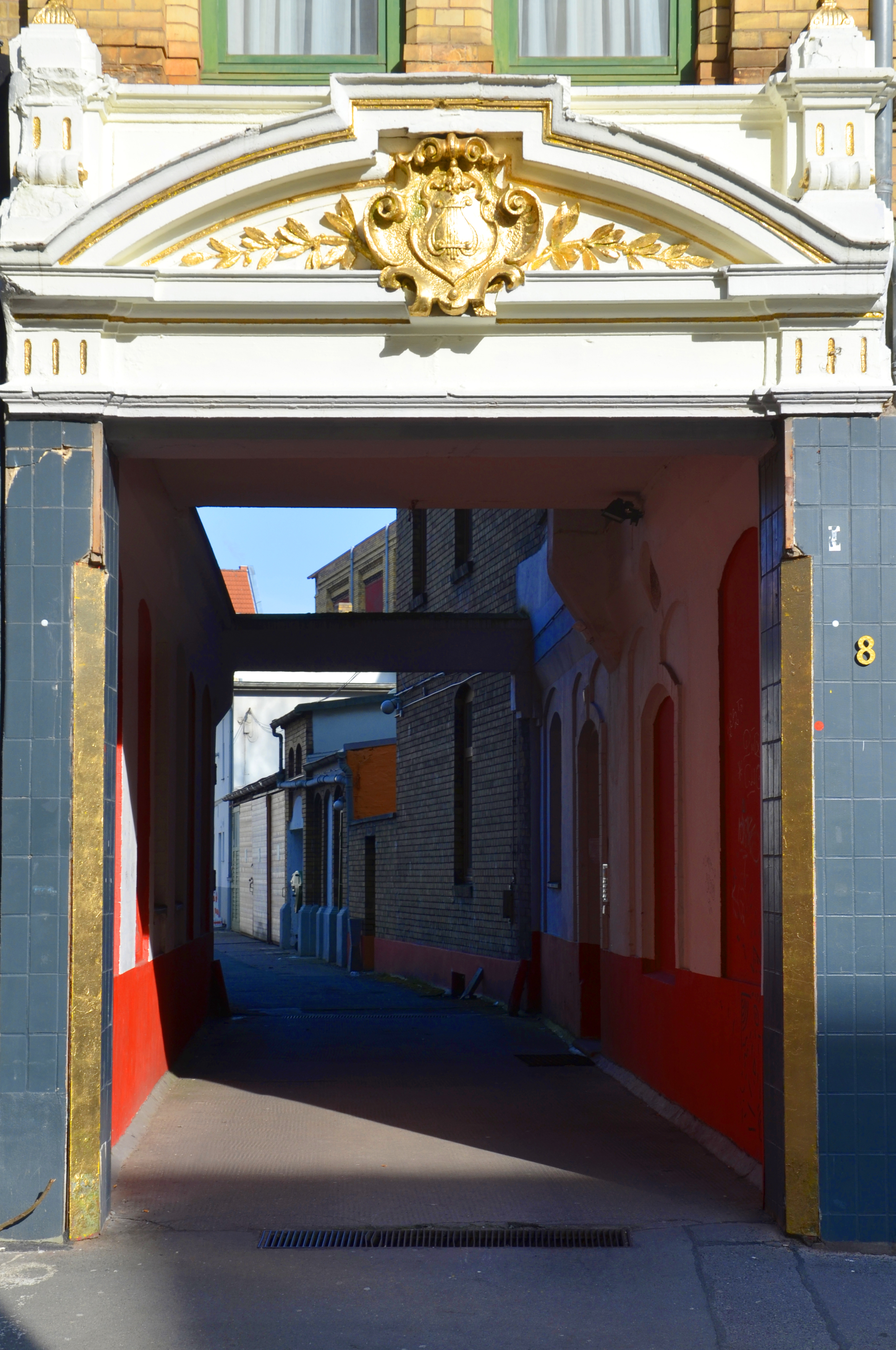
Durchgang zur Oberstraße 8 in der Nordstadt von Hannover, ehemaliger Zuweg zum ehemaligen Standort von Johannes Dieckmann

Die Druckerei und Verlag Joh. Dieckmann wurden im 19. Jahrhundert gegründet und ging aus dem Unternehmen von Arnold Weichelt hervor, der im Jahr 1874 durch den Kauf der Hofbuchdruckerei Ernst August Telgener die „[...] bekanntlich [...] reichhaltigste Auswahl hebräischer Lettern in ganz Norddeutschland“ vorhalten, aber auch den Druck deutschsprachiger Werke, Broschüren und Predigten anbieten konnte. Sitz war die  damalige Schillerstraße 20 in Hannover.
Die Umschreibung der Firma auf Johannes Dieckmann fand im Jahre 1876 statt. Erst 1916 wurde über die Papier-Zeitung über die Umfirmierung in Johannes Dieckmann, vormals Buchdruckerei von Arnold Weichelt informiert.
Spätestens im Jahr 1928 hatte die Buchdruckerei Johannes Dieckmann ihren Sitz in der Calenberger Straße 13, von wo aus sie – gemeinsam mit dem Verband Deutscher Eisen- und Stahl-Berufsgenossenschaften – das Kranprüfungsbuch herausgab und vertrieb.
Der Druckereibesitzer Max Adischkewitz zeichnete verantwortlich ab 1940 und ab 1956, nach dessen Tod, seine Ehefrau Else Adischkewitz, die den Betrieb 1967 an Viktor Klein übergab. Die Firma befindet sich seitdem in Familienbesitz der Familie Klein und wird weiterhin Inhabergeführt.
Nachdem die Druckerei Johannes Dieckmann Mitte der 1970er Jahre an ihrem Sitz in der Hamburger Allee 40 produzierte, hatte der gleichnamige Verlag seinen Sitz im Jahr 1979 in der Tellkampfstraße 1a in Hannover. Spätestens 1987 druckte das Unternehmen in der Oberstraße 8 in Hannover.
Standort von Druckerei und Verlag war später die Büttnerstraße 6 in Hannover. Seit dem Umzug 2019 ist die Firma in der Siemensstraße in Garbsen/Berenbostel tätig.
Die Druckerei Dieckmann wird seit 2022 von dem Diplomkaufmann und Drucker Karsten Klein geleitet der zudem als Autor von geschichtlichen Texten tätig ist.

## Druckschriften (Auswahl)
- Merkblatt für die Beförderung von Lasten durch Hebe- und Fahrzeuge. Deutsche Eisen- und Stahl-Berufsgenossenschaften. 11 Seiten mit Abbildungen. Hrsg. vom Verband Deutscher Eisen- und Stahl-Berufsgenossenschaften, Hannover: Johannes Dieckmann, 1929
- Unfallverhütungs-Vorschriften der Nordwestlichen Eisen- und Stahl-Berufsgenossenschaft, gültig ab 1. April 1934,  222 Seiten, Hrsg.: Norddeutsche Metall-Berufsgenossenschaft, Hannover: Johannes Dieckmann, 1945
- Johannes Grünewald (Hrsg., Bearb.): Die Bibel. Die Wiederkunft Christi, die Auferstehung, die Unsterblichkeit, die Hölle, Spiritismus, Hypnotismus, schwarze Magie im Lichte der Bibel, Nebentitel Die Wiederkunft Christi und die Prophezeiungen über das Ende der Welt, 76 Seiten, [Hannover]: [Dieckmann], 1925 [1926]
- Sicherheitslehrbrief für Stahlbauarbeiter. Verband der Eisen- und Metall-Berufsgenossenschaften, 32 z. T. illustrierte Seiten, Hrsg.: Verband der Eisen- und Metall-Berufsgenossenschaften, Ausgabe November 1944, Hannover: Buchdruckerei Johannes Dieckmann, 1944
- Lothar Dittrich, Sigrid Dittrich, Ingrid Faust: Das Bild der Giraffe, 48 überwiegend illustrierte Seiten, Hannover: Dieckmann, 1993
- Der Zoofreund, Zeitschrift der Zoofreunde Hannover.